# Athar Ali Fyzee
Athar Ali Fyzee (ur. 28 sierpnia 1883 w Bombaju, zm. 3 listopada 1963 w City of London) – tenisista grający w barwach Indii, lekarz.
W swojej karierze tenisowej Fyzee wystartował 12 razy w Wimbledonie oraz 5 razy we French Open. Największe jego sukcesy to ćwierćfinał turnieju w Rochesterze, 3 runda Wimbledonu i Rolanda Garrosa. Ostatni raz w Wielkim Szlemie wystąpił w 1934 we Francji w wieku 51 lat. Po pięciosetowym boju ostatecznie przegrał w pierwszej rundzie.
W 1921, 1922 i 1926 roku reprezentował Indie w Pucharze Davisa. Rozegrał łącznie 7 meczów, z których w 4 zwyciężył.
Fyzee w 1924 roku wystartował na igrzyskach olimpijskich w Paryżu, jednakże odpadł w 2 rundzie, a jego pogromcą został Grek Avgoustos Zerlentis.